# Futan (köpinghuvudort i Kina, Jiangxi Sheng, lat 26,99, long 115,15)
Futan är en köpinghuvudort i Kina. Den ligger i provinsen Jiangxi, i den sydöstra delen av landet, omkring 200 kilometer söder om provinshuvudstaden Nanchang. Antalet invånare är 21 656. Befolkningen består av 10 473 kvinnor och 11 183 män. Barn under 15 år utgör 24,0 %, vuxna 15-64 år 67 %, och äldre över 65 år 7,0 %.
Runt Futan är det ganska tätbefolkat, med 129 invånare per kvadratkilometer. Närmaste större samhälle är Wanhe, 16,1 km sydväst om Futan. I omgivningarna runt Futan växer i huvudsak blandskog.
Genomsnittlig årsnederbörd är 1 988 millimeter. Den regnigaste månaden är maj, med i genomsnitt 312 mm nederbörd, och den torraste är oktober, med 25 mm nederbörd.